# 256 (število)

256 je število, ki je enako številu 2 na 8. potenco. Zaradi tega se veliko uporablja v računalništvu, na primer pri merjenju velikosti pomnilnika. Prav tako velja, da je 256 kvadrat števila 16.
V sestavu rimskih številk je število zapisano kot CCLVI.